# A Murder Is Announced
A Murder is Announced (Convite para um homicídio, no Brasil / Participa-se um crime (1972) ou Anúncio de um Crime (2002), em Portugal) é um romance policial de Agatha Christie, publicado em 1950. É o quinto livro a contar com a participação da detetive amadora Miss Marple, e é considerado um clássico do gênero.

## Enredo
Certa manhã, no jornal local Gazette, um estranho anúncio pode ser lido: "Convida-se para um homicídio, a ter lugar sexta-feira, 29 de outubro, em Little Paddocks, às 18h30m. Espera-se a presença de todos os amigos da família; não haverá outra convocação."
Nenhum dos moradores da casa entende o que está acontecendo e muitos amigos da família resolvem aparecer na hora marcada, imaginando que lá haverá uma festa temática ou algo desse tipo. Exatamente no horário marcado no anúncio, todas as luzes de Little Paddocks se apagam e um homicídio acontece.
O mistério é investigado pela polícia, com a ajuda da simpática Miss Marple, que desconfia de tudo e de todos. A situação piora quando é descoberta a existência de muitas pessoas ligadas à dona da casa, Letty Blacklock, e que poderiam desejar a morte da mesma.